# Марко Пеллегріно
Марко Пеллегріно (ісп. Marco Pellegrino, нар. 18 липня 2002, Буенос-Айрес) — аргентинський футболіст, центральний захисник клубу «Бока Хуніорс».

## Ігрова кар'єра
Народився 18 липня 2002 року в Буенос-Айресі. Вихованець футбольної школи клубу «Платенсе» (Вісенте-Лопес). Дорослу футбольну кар'єру розпочав 2022 року в основній команді того ж клубу, в якій провів один сезон, взявши участь у 17 матчах чемпіонату.
22 серпня 2023 року за 3,5 мільйони євро перейшов до італійського «Мілана», який уклав із молодим захисником п'ятирічний контракт.

## Статистика виступів

### Статистика клубних виступів
Станом на 22 серпня 2023
| Сезон             | Команда                    | Чемпіонат         | Чемпіонат | Чемпіонат | Національний кубок | Національний кубок | Національний кубок | Континентальні кубки | Континентальні кубки | Континентальні кубки | Інші змагання | Інші змагання | Інші змагання | Усього | Усього | Усього |
| Сезон             | Команда                    | Ліга              | Ігор      | Голів     | Ліга               | Ігор               | Голів              | Ліга                 | Ігор                 | Голів                | Ліга          | Ігор          | Голів         | Ігор   | Голів  |        |
| ----------------- | -------------------------- | ----------------- | --------- | --------- | ------------------ | ------------------ | ------------------ | -------------------- | -------------------- | -------------------- | ------------- | ------------- | ------------- | ------ | ------ | ------ |
| 2023              | «Платенсе» (Вісенте-Лопес) | ПД                | 17        | 1         | КА+КЛ              | -                  | -                  |                      | -                    | -                    |               | -             | -             | 17     | 1      |        |
| Усього за кар'єру | Усього за кар'єру          | Усього за кар'єру | 17        | 1         |                    | 0                  | 0                  |                      | -                    | -                    |               | -             | -             | 17     | 1      |        |